# Noi siam nati chissà quando chissà dove
Noi siam nati chissà quando chissà dove è un film documentario sulla resistenza, raccontato dalle voci di otto partigiani, testimoni e artefici della Liberazione di Piacenza: Ginetto Bianchi, Ettore Carrà, Cesare Casaroli, Bruno Gandolfi, Emilio Molinari, Andrea Molinaroli, Stelio Skabic, Pierina Tavani.
Attraverso i loro racconti il documentario ripercorre gli eventi della guerra di liberazione, con il supporto degli storici Fabrizio Achilli e Ermanno Mariani; la parte di fiction scandisce la cronologia degli avvenimenti storici sui testi del giornalista e scrittore Ennio Concarotti con la voce narrante di Arnoldo Foà e con la consulenza storica dell'Isrec - Istituto di storia contemporanea di Piacenza, che ha prodotto il film, grazie al sostegno dell'Amministrazione provinciale e della Regione Emilia Romagna.
Il documentario è interamente girato a Piacenza dai registi Andrea Canepari e Francesco Barbieri.
Le musiche della colonna sonora sono le canzoni tradizionali dei partigiani, arrangiate e incise da Piercarlo Cardinali con Betti Zambruno, Donata Pinti, Silvano Biolatti, Gianpiero Malfatto, Claudio Rolandi.
Nel 1996 Piacenza è stata decorata Medaglia d'Oro al Valor Militare per la Resistenza dal Presidente della repubblica Oscar Luigi Scalfaro. 
Il documentario è un omaggio a tutti i partigiani italiani che hanno lottato per la libertà.

## Riconoscimenti
- 23°Torino Film Festival[3]
  - Premio A.V.A.N.T.I.
- Il Cinema Italiano visto da Milano 2006
- Doc in Tour 2008[6]